# Auersmacher
Auersmacher ist ein Ortsteil und ein Gemeindebezirk der saarländischen Gemeinde Kleinblittersdorf im Regionalverband Saarbrücken. Bis Ende 1973 war Auersmacher eine eigenständige Gemeinde.

## Geschichte
Auersmacher wurde unter dem Namen Aurica Machera im Jahr 777 als Besitztum des Abtes Fulrad von St. Denis erstmals urkundlich erwähnt.
Auersmacher gehörte ursprünglich zum Herzogtum Lothringen und kam mit diesem 1766 zum Königreich Frankreich. Im Jahr 1781 erfolgte ein Gebietsaustausch, bei dem Auersmacher zur Herrschaft Blieskastel wechselte, die im Besitz der Grafen von der Leyen war.
Nach 1792 wurde die Region im Ersten Revolutionskrieg von französischen Truppen besetzt und nach dem Frieden von Campo Formio (1797) annektiert. Von 1798 bis 1814 gehörte Auersmacher zum französischen Kanton Arnual im Saardepartement.
Im  Ersten Pariser Frieden vom 30. Mai 1814 verblieb der Kanton Arnual, anders als der größte Teil des Saardepartements, und mit ihm Auersmacher zunächst bei Frankreich. Nach der Niederlage Napoleons in der Schlacht bei Waterloo und dem daraus resultierenden Zweiten Pariser Frieden vom 20. November 1815 sollte der Ort dem Königreich Preußen zugeschlagen werden. Jedoch war der Vertragstext an dieser Stelle missverständlich formuliert, und es bedurfte einer weiteren Klärung in einer neuerlichen Grenzkonvention zwischen Preußen und Frankreich, die erst am 23. Oktober 1829 Geltung erlangte. Durch Festlegung der Talwege der Flüsse Saar und Blies als definitive Grenzen kam auch Auersmacher in den Kreis Saarbrücken im Regierungsbezirk Trier der Rheinprovinz.
Im Rahmen der saarländischen Gebiets- und Verwaltungsreform wurde die bis dahin eigenständige Gemeinde Auersmacher am 1. Januar 1974 der Gemeinde Kleinblittersdorf zugeordnet.
Im Jahr 1979 erhielt Auersmacher die Goldmedaille im Rahmen des Bundeswettbewerbs „Unser Dorf soll schöner werden“.

## Wappen
Blasonierung: „Im Wellenschnitt gespalten, rechts in Silber ein halber gestümmelter roter Adler am Spalt, links in schwarzem, silbern gefugtem Mauerwerk pfahlweise zwei silberne Fachwerkgiebel.“
Die Farben des Ortsteiles sind Rot - Weiß.
Der Wellenschnitt deutet auf die Lage des Ortes an Saar und Blies hin, der gestümmelte Adler auf die Zugehörigkeit zum Herzogtum Lothringen in der Zeit von 1259 bis 1766. Das Mauerwerk soll erinnern an die erste urkundliche Erwähnung des Ortes im Testament des Fulrad, Hofkaplan Karls des Großen und Abt von St. Denis/Paris, der im Jahre 777 seinem Kloster u. a. „Auricas Macheras“ (maceria = Mauer, Einfriedung, Siedlung) vermachte. Die beiden Fachwerkgiebel halten die beiden Siedlungskerne Auersmacher und Kuchlingen (Kapelle) fest.
Das Wappen wurde von Alois M. Peter gestaltet und am 30. August 1965 vom Innenministerium des Saarlandes genehmigt.

## Kultur und Sehenswürdigkeiten

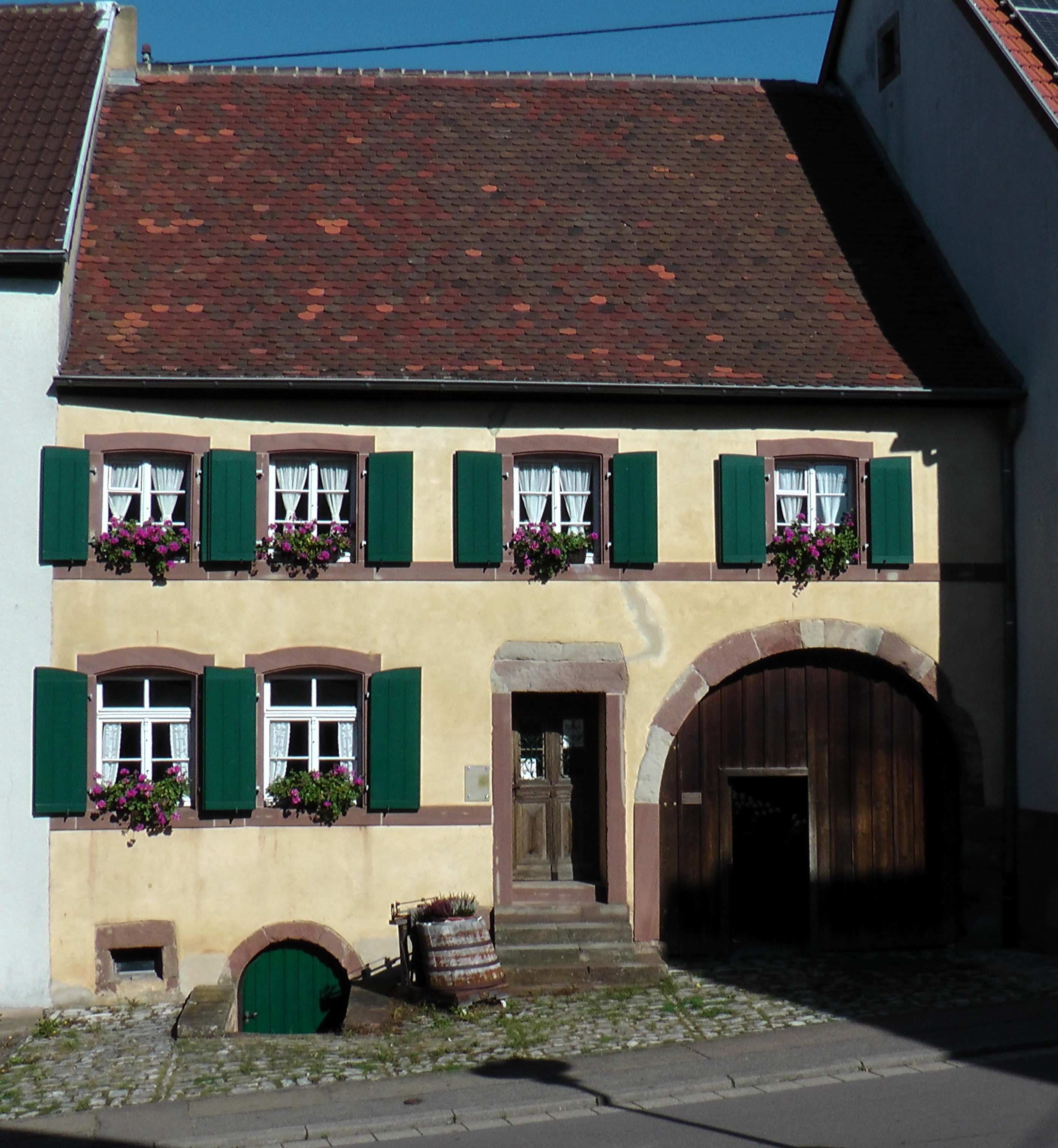
Historisches Bauernhaus, heute Heimatmuseum und Pilgerherberge

Besonders das Backhaus, das alte Bauernhaus mit dem Heimatmuseum, die Kuchlinger Kapelle von 1797 und die unterirdische Kalksteingrube Auersmacher sind für Besucher interessant.
Die Südroute des Saarpfälzischen Jakobsweg, von Hornbach durch den Bliesgau, über Sarreguemines nach Metz führt durch Auersmacher.

### Tradition
Seit 2004 existiert ein 96 Minuten langer Film Auersmacher 1225 Jahre, der vom saarländischen Kultusministerium in den großen saarländischen Bibliotheken hinterlegt ist. Der Film schildert die alltäglichen und besonderen Ereignisse im ehemaligen Bauerndorf im Laufe des Jahres 2002, als der Ortsteil seine 1225-Jahr-Feier abhielt.
In den Jahren 1979 bis 2010 fand stets im Juni das traditionelle Auersmacher Dorffest über bis zu vier Tage hinweg statt, das auch weit über die Orts- und Landesgrenzen hinaus Besucher anzog. Nach rückläufigen Umsätzen und dem gescheiterten Versuch, das mittlerweile überkommene Konzept durch ein Neues Fest abzulösen, pausieren die veranstaltenden Vereine derzeit mangels tragfähiger Finanzierung und Initiative.
In zunächst unregelmäßigen Abständen und seit Längerem in fünfjährlichem Turnus spielt der örtliche Theaterverein ein Passionsspiel über das Leben, Leiden und Sterben Jesu Christi, das 1935 erstmals aufgeführt wurde. Im September und Oktober 2022 wird die Passion erstmals im Altarraum der Pfarrkirche von Sitterswald aufgeführt.

### Vereine
Das rege Vereinsleben der Auersmacher prägt das Ortsgeschehen und hilft nicht zuletzt die Traditionen aufrechtzuerhalten, weshalb es zahlreiche Vereine gibt, wie zum Beispiel den Fußball-Oberligist SV Auersmacher, bei dem der ehemalige Nationalspieler Jonas Hector seine Spielerkarriere begonnen hat, den TV Auersmacher, den Obst- und Gartenbauverein, den Heimat- und Verkehrsverein, die Junge Bühne Auersmacher, den Karnevalsverein die Kowe (saarländische Mundart für Rabe, abgeleitet aus frz. corbeau, ortsüblicher Neckname für die Einwohner des Ortsteils), die Kolpingsfamilie mit ihrer Kolpingskapelle (Kolpingsfamilie und Kolpingskapelle haben sich aufgelöst), den Jugendclub und die Junge Union.

## Wirtschaft und Infrastruktur

### Verkehr
Auersmacher hat einen Haltepunkt an der Bahnstrecke Saarbrücken–Sarreguemines.

### Feuerwehr
Seit dem 19. August 2017 teilt sich die Freiwillige Feuerwehr Auersmacher ein gemeinsames Feuerwehrhaus mit der Feuerwehr Sitterswald.
Am 1. April 2019 wurden die Löschbezirke Auersmacher und Sitterwald zum neuen Löschbezirk Mitte zusammengelegt.